# Não-violência

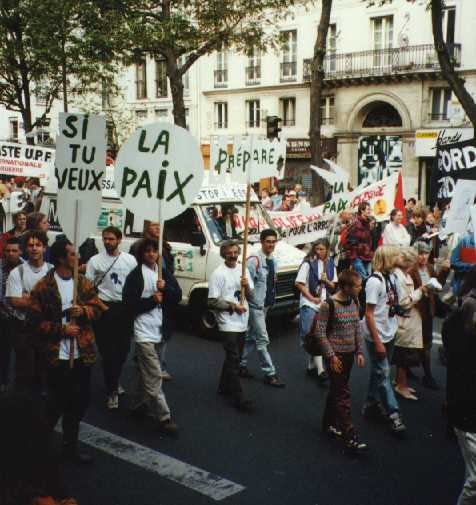
Manifestação não violenta contra os testes nucleares, em Paris, em 1995

Não-violência  ou não violência   (do sânscrito: transl.: ahimṣā, "não violência", "ausência de desejo de ferir ou matar") é a prática pessoal de não causar sofrimento a si próprio ou a outros seres sob qualquer circunstância. Ela surgiu da crença de que ferir pessoas, animais ou o meio ambiente não é necessário para se conseguir vantagens. Se refere a uma filosofia geral de abstenção da violência, tendo, como base, princípios religiosos, espirituais e morais.
Mahavira (599-527 a.C.), o 24.º tirthankara do jainismo, introduziu o conceito de "não violência" para o mundo, aplicando-o em sua própria vida. Ele ensinava que, para se obter o nirvana, era necessário se abster da violência.
O conceito também possui elementos ativistas, como quando é usado como instrumento de mudança social. Neste sentido, o termo é, comumente, associado à luta pela independência da Índia, liderada por Mahatma Gandhi, e à luta pelos direitos civis dos negros norte-americanos, liderada por Martin Luther King Jr. O movimento ocorrido na Índia foi fortemente influenciado pelos princípios da religião jainista, pelas ideias de desobediência civil de Henry David Thoreau e do anarquismo cristão de Leon Tolstói. O exemplo indiano inspirou uma série de ações que ocorreram nas décadas seguintes. Na década de 1960, a campanha não violenta de Cesar Chavez lutou contra o tratamento infligido aos trabalhadores rurais da Califórnia. A não violência também inspirou a Revolução de Veludo na Checoslováquia, em 1989. Mais recentemente, a campanha não violenta de Leymah Gbowee e das mulheres da Libéria conseguiu interromper uma guerra civil que já durava catorze anos.
Embora a não violência seja, frequentemente, confundida com passividade e pacifismo, tal associação é rejeitada pelos ativistas adeptos da não violência. Não violência é a ausência de violência e se refere à opção de se causar pouco ou nenhum dano, enquanto que passividade significa não fazer nada. A não violência pode ser passiva em alguns casos, e ativa em outros. Uma mesma pessoa pode, contraditoriamente, defender a não violência em alguns casos e ser violenta em outras situações. Por exemploː opositores ao aborto ou à alimentação carnívora podem, eventualmente, matar um realizador de abortos ou atacar um abatedouro de animais, o que as classificaria como pessoas violentas.

A não violência é uma arma poderosa e justa. Realmente, é uma arma única na história, que corta sem ferir e enobrece quem a usa.— Martin Luther King Jr., no discurso de recebimento do prêmio Nobel da Paz de 1964

## Não violência ativa
Como o termo se tornou muito abrangente, às vezes ele é visto como sinônimo de pacifismo, ou associado à passividade. Para desfazer mal-entendidos, alguns grupos preferiram adotar o termo Não Violência Ativa, reforçando a posição de que é possível uma ação não violenta. Outra denominação, menos conhecida, é Firmeza Permanente.
Jean Gooss e Hildegar Goss-Mayr, casal de missionários da Sociedade Internacional de Reconciliação (IFOR), ajudaram a difundir o termo na América Latina, influenciando na sua adoção por grupos que fundaram o Serviço Paz e Justiça na América Latina (SERPAJ-AL), o Secretariado de Justiça e Não Violência no Brasil etc.
O termo também é de uso corrente no pensamento de Silo, fundador do Movimento Humanista.

## Decênio da ONU
Em 10 de novembro de 1998, a Assembleia Geral das Nações Unidas proclamou a primeira década do século XXI (de 2001 a 2010) como o Decênio internacional da promoção de uma cultura da não violência e da paz em prol das crianças do mundo (International Decade for the Promotion of a Culture of Peace and Non-Violence for the Children of the World).

## Motivos
A maioria dos adeptos da não violência fizeram esta opção por aspectos religiosos, éticos ou estratégicos. Nos dois primeiros casos, ela é usada como princípio de integridade e respeito à condição humana. No último, trata-se tão só de uma questão circunstancial, em que essa prática se faz útil. Contudo, podemos encontrar estes três aspectos coexistindo em um mesmo movimento de não violência.
O anarquista britânico Nicolas Walter (1934-2000) observou que a não violência "corre subterraneamente no pensamento político ocidental sem nunca desaparecer". Nicolas também observou que o Discurso da Servidão Voluntária (1576) de Étienne de La Boétie e o The Masque of Anarchy (1819) de Percy Bysshe Shelley defendem a resistência à tirania através de meios não violentos. Em 1838, William Lloyd Garrison ajudou a fundar a "Sociedade da Não Resistência da Nova Inglaterra", que se dedicava a lutar pela igualdade racial e de gênero utilizando-se de meios não violentos.
No mundo atual, a não violência vem sendo amplamente usada em movimentos pelo trabalho, pela paz, pelo meio ambiente e pelos direitos das mulheres. Outra maneira de usar a tática de não violência é visando a direcionar a opinião pública (principalmente a internacional) contra regimes políticos extremamente repressivos, expondo, ao mundo, os excessos cometidos contramanifestações de cunho pacífico. Teoricamente, isto faria com que a comunidade internacional passasse a pressionar os dirigentes desses regimes.
Em 1989, treze nações totalizando 1 695 000 000 de pessoas experimentaram revoluções não violentas que superaram as mais radicais expectativas... Se nós acrescentarmos todas as nações que tiveram revoluções não violentas ao longo do século (Filipinas, África do Sul, Índia... o número de pessoas chega a 3 337 400 000, 65 por cento da humanidadeǃ Tudo isso, desafiando o dito popular de que a não violência não funciona no 'mundo real'.— Walter Wink, teólogo cristão
O pensador Mario Rodrigues Luis Cobos passou toda sua vida organizando um Movimento Humanista, buscando aplicar os princípios da "não violência ativa" para solucionar conflitos sociais da atualidade.
Já no campo ético-religioso, a não violência está, muitas vezes, relacionada ao respeito a todos os seres sencientes e mesmo aos seres não sencientes. O que, muitas vezes, relaciona-se com a luta pelos direitos dos animais e o vegetarianismo. O texto clássico indiano Tirukkuṛaḷ fala da ética da não violência nos versos 311-320 do capítulo 32 do livro 1, discute compaixão no capítulo 25 (versos 241-250), vegetarianismo no capítulo 26 (versos 251-260) e não matar no capítulo 33 (versos 321-330).

## Funcionamento
As ideias não violentas são radicalmente diferentes das ideias convencionais sobre resolução de conflitos. No entanto, seus princípios fazem parte do senso comum:
- O poder daqueles que dirigem uma nação depende da aderência e consentimento dos cidadãos comuns. Sem uma burocracia, um exército ou uma força policial para pôr em prática os objetivos estipulados pela classe dominante, as leis perdem força se não encontram respaldo no cidadão comum. A não violência ensina que o poder de uns depende da cooperação de muitos outros. Assim, a não violência faz desmoronar o poder dos dirigentes quando consegue extinguir grande parte desta cooperação — um punhado de pessoas não pode mandar em milhões de outras se elas se recusarem a obedecer. Em ações político-reivindicatórias, não violência e desobediência civil, geralmente, se somam.
- Só por meios justos pode-se alcançar um fim justo. Quando Gandhi disse que os meios podem ser comparados a raízes e o fim a uma árvore, referia-se ao objeto central de uma filosofia que alguns denominam "Política Prefigurativa". No Sermão da Montanha, Jesus Cristo comparou os meios a árvores e os fins aos frutos: "Pelos seus frutos os conhecereis. Colhem-se, porventura, uvas dos espinheiros e figos dos abrolhos? Toda árvore boa dá bons frutos; toda árvore má dá maus frutos" (Evangelho segundo Mateus, capítulo 7, versículos 16-17). Os propositores da não violência explicam que as ações do presente inevitavelmente repercutirão na forma como a sociedade se organizará no futuro. É irracional tentar construir uma sociedade pacífica pela violência, ou uma sociedade honesta pela desonestidade (que também é uma forma de violência). O que começa mal não pode acabar bem.
- Alguns divulgadores da não violência, como os Anarquistas Cristãos e os Ativistas Humanistas, defendem que devemos respeitar e amar nossos oponentes. Este é o princípio que mais se aproxima das justificativas religiosas e espirituais para a não violência, como pode ser visto no Sermão da Montanha, quando Jesus Cristo diz a seus seguidores: "Tendes ouvido o que foi dito: Amarás o teu próximo e poderás odiar teu inimigo. Eu, porém, vos digo: amai vossos inimigos, fazei bem aos que vos odeiam, orai pelos que vos [maltratam e] perseguem. Deste modo sereis os filhos de vosso Pai do céu, pois ele faz nascer o sol tanto sobre os maus como sobre os bons, e faz chover sobre os justos e sobre os injustos. Se amais somente os que vos amam, que recompensa tereis? Não fazem assim os próprios publicanos? Se saudais apenas vossos irmãos, que fazeis de extraordinário? Não fazem isto também os pagãos? Portanto, sede perfeitos, assim como vosso Pai Celeste é perfeito" (Evangelho segundo Mateus, capítulo 5, versículos 43-48). O princípio do respeito aos oponentes também pode ser visto na filosofia taoista do wu wei, na filosofia da arte marcial aiquidô, no conceito budista de mettā (amor fraterno entre todos os seres vivos) e no princípio indiano do ahimsa (não violência entre todos os seres vivos).

## O fim não justifica os meios
Ouve-se frequentemente que os fins justificam os meios, insinuando-se que certos fins podem ou devem ser alcançados por métodos não convencionais, antiéticos ou violentos. Isto é muito usado para tentar minimizar excessos na guerra, na justificação de leis opressivas (como o Ato Institucional Número Cinco no Brasil, ou a Lei Patriota nos Estados Unidos), na repressão imposta a grupos sociais, religiosos ou étnicos, ou ainda, embora em crescente desuso, na justificação de sistemas e métodos educacionais excessivamente rigorosos e punitivos.
A não violência entende que o fim resulta dos meios, num ciclo de causas e efeitos que se correlacionam e se estendem numa espiral evolutiva. Desta forma, a paz não pode ser obtida por métodos violentos e repressivos. Uma "paz" que se pretenda obter pela opressão cessa assim que os instrumentos repressivos deixam de ser usados. Não haverá uma paz real enquanto ela não se estender a todos os indivíduos de uma sociedade.
Numa percepção não violenta, uma releitura de "o fim justifica os meios" seria: os meios justificam o fim, ou seja, o fim é o resultado dos meios.

## Métodos

### Atos de protesto
São ações simbólicas realizadas por um grupo de pessoas para mostrar seu apoio ou contrariedade em relação a algo. O objetivo do ato é atrair a atenção pública para o tema, influenciar um grupo particular de pessoas ou facilitar uma futura ação não violenta. A mensagem pode ser direcionada ao público, aos oponentes ou às pessoas afetadas pelo tema. Este tipo de ação inclui discursos, petições, arte, passeatas, reuniões públicas, etc.

### Não cooperação
Envolve interromper a cooperação ou nem mesmo iniciar a cooperação com o oponente. O objetivo da não cooperação é interromper ou impedir a ação de uma indústria, sistema político ou processo econômico. Os métodos de não cooperação incluem greve, boicote, desobediência civil, resistência fiscal e desobediência em geral.

### Intervenção não violenta
Comparado aos atos de protesto e à não cooperação, é um método de ação não violenta mais direto. Pode ser usada defensivamente - por exemplo, para manter uma instituição — ou ofensivamente, por exemplo, lançar uma ação não violenta no território do oponente.
Gene Sharp é um cientista político que se dedica a estudar o uso de estratégias não violentas na condução de conflitos. Em seu livro Waging Nonviolent Struggle, ele descreve 198 métodos de ação não violenta. Na Grécia Antiga, a comédia Lisístrata, de Aristófanes, descreve uma fictícia greve de sexo de esposas gregas até que os seus maridos parem de guerrear. A ficção científica feminista A Door into Ocean (1986), de Joan Slonczewski, inspirada em Gene Sharp e Aristófanes, descreve um fictício mundo dominado por mulheres que usam métodos não violentos para repelir invasores armados vindos do espaço. Outros métodos de intervenção não violenta incluem ocupações (protesto sentado), bloqueio militar, carreata, greve de fome e governo paralelo.
As táticas precisam ser escolhidas com cuidado, levando, em conta, aspectos políticos e culturais, e precisam ser parte de uma estratégia mais ampla.
Como exemplos de intervenções externas não violentas bem-sucedidas, podem ser citados o Projeto de Acompanhamento da Guatemala, o Peace Brigades International e o Christian Peacemaker Teams. Desenvolvidas durante o começo dos anos 1980 e inspiradas originalmente pelo Shanti Sena (o "exército da paz" de Gandhi), as armas primárias dessas organizações têm sidoː o acompanhamento protetor não violento, apoiado por uma rede internacional capaz de responder a ameaças, por organizações locais e por esforços diplomáticos e de construção da paz; e a observação do respeito aos direitos humanos. Em casos extremos, a maioria desses grupos estão preparados para se interpor entre as partes em conflito. Quando ocorreram, estas ações se mostraram efetivas na prevenção de conflitos e na preservação de vidas.
Outra poderosa tática de intervenção não violenta envolve o julgamento público dos opressores, quando os oprimidos permanecem não violentos mesmo sofrendo uma repressão violenta. Diante de tal reação não violenta, os opressores tendem a se sentir desconfortáveis em continuar a realizar a sua ação violenta.

## Revolução não violenta
Algumas pessoas (Barbara Deming, Danilo Dolci, Devere Allen, etc.) e grupos (Committees of Correspondence for Democracy and Socialism, Pacifist Socialist Party e War Resisters League, por exemplo) têm defendido a revolução não violenta como uma alternativa à violência e ao reformismo elitista.
Muitos movimentos de esquerda esperam gerar uma "revolução pacífica" através de greves que paralisem os aparatos estatal e corporativo, permitindo, os trabalhadores, reorganizar a sociedade em novos moldes. Alguns argumentam que uma revolução relativamente não violenta requereria uma fraternização com as forças militares.

## Críticas
Ernesto Che Guevara, Leon Trotsky, Frantz Fanon e Subhas Chandra Bose foram fervorosos críticos da não violência, argumentando queː a não violência e o pacifismo eram tentativas de impor a moral burguesa ao proletariado; a violência era indissociável do processo revolucionário; ou que o direito à autodefesa era imprescindível. A esse respeito, dizia, Malcolm Xː "acredito que é um crime qualquer pessoa que está sendo brutalizada aceitar essa brutalidade sem procurar se defender".
George Orwell argumentava que a estratégia de resistência não violenta de Gandhi poderia funcionar em países com "uma imprensa livre e o direito de reunião" que possibilitassem "não apenas apelar à opinião pública externa, mas atrair uma massa de pessoas para o movimento, ou mesmo para tornar suas intenções conhecidas pelo adversário"; sem essas condições, o escritor era cético quanto à eficiência da abordagem de Gandhi.
De modo similar, Reinhold Niebuhr concordava com alguns aspectos da abordagem de Gandhi ao mesmo tempo em que criticava alguns de seus aspectos. Ele argumentavaː "A vantagem da não violência como um método de expressar a boa-vontade moral reside no fato de que ela protege o agente dos ressentimentos que o conflito violento sempre cria nos dois lados do conflito, sendo que o agente da não violência prova sua ausência de ressentimento e de má-vontade suportando mais dor do que causando dor". Entretanto, Niebuhr também argumentavaː "As diferenças entre métodos violentos e não violentos de coerção e resistência não são tão absolutas a ponto de se poder dizer que a violência é um instrumento de transformação social moralmente inaceitável".
Em meio à repressão dos grupos afro-americanos radicais na década de 1960, George Jackson, membro do Partido dos Panteras Negras, disse, a respeito das táticas não violentas de Martin Luther King Jr.ː

O conceito de não violência é um falso ideal. Ele pressupõe a existência de compaixão e senso de justiça por parte do adversário. Quando esse adversário tem tudo a perder e nada a ganhar por exercer justiça e compaixão, sua reação somente pode ser negativa.
Malcolm X também discutiu com líderes dos direitos civis sobre o tema da não violência, argumentando que a violência não poderia ser banida se não restasse nenhuma outra opção.
Em seu livro How Nonviolence Protects the State, o anarquista Peter Gelderloos critica a não violência como sendo não efetiva, racista, estatista, patriarcal, tática e estrategicamente inferior ao ativismo militante, e ilusória. Gelderloos alega que a história tradicional costuma distorcer o impacto da não violência, ao esconder o envolvimento de militantes em movimentos como o movimento pela libertação da Índia e o movimento dos direitos civis e atribuir falsamente a liderança de tais movimentos a pessoas como Gandhi e Martin Luther King Jr. Ele ainda argumenta que a não violência costuma ser defendida por pessoas brancas privilegiadas que esperam que "as pessoas oprimidas, muitas delas pessoas não brancas, sofram pacientemente uma violência incomensuravelmente maior, até que o Grande Pai Branco se sensibilize com as demandas do movimento ou até que os pacifistas atinjam a famosa 'massa crítica'". Por outro lado, existe um ramo do anarquismo que defende a não violênciaː o anarcopacifismo. Suas principais influências iniciais foram o pensamento de Henry David Thoreau e Liev Tolstói, enquanto que, posteriormente, o pensamento de Mahatma Gandhi ganhou importância. Se desenvolveu "principalmente nos Países Baixos, Reino Unido e Estados Unidos, antes e depois da Segunda Guerra Mundial".
A eficácia da não violência também foi contestada por alguns militantes anticapitalistas que defenderam uma "diversidade de táticas" durante as manifestações de rua na Europa e nos Estados Unidos que ocorreram após os protestos anti-Organização Mundial do Comércio em Seattle em 1999. A escritora feminista estadunidense D. A. Clarke, em seu ensaio A Woman With A Sword, sugere que a não violência, para ser efetiva, precisa ser "praticada por pessoas que poderiam recorrer à força caso elas quisessem".
Defensores da não violência veem alguma verdade nesse argumentoː o próprio Gandhi disse que poderia ensinar não violência a uma pessoa violenta e nunca a um covarde, e que a verdadeira não violência vem de uma renúncia à violência, não de não ter nada a renunciar.
Como todas essas objeções se baseiam na crença de que a não violência não tem poder (em outras palavras, na crença de que a não violência é a mesma coisa que não resistir), os defensores da não violência argumentam que a não violência mostrou ser efetiva até mesmo contra os nazistas na Dinamarca e em Berlim.

## Pesquisa
O estudioso da não violência Gene Sharp, em seu livro The Politics of Nonviolent Action, sugere que a completa ausência de estudos sobre o tema no meio acadêmico de história pode ser reflexo do fato de que as técnicas que visam a conquistas sociais não são do interesse da elite. Esta acreditaria muito mais nos armamentos e no poder do dinheiro do que na capacidade de mobilização de uma comunidade.
Desde o aparecimento do importante estudo de Erica Chenoweth e Maria Stephan, no entanto, tem sido possível documentar o fato de que as revoluções não violentas são duas vezes mais efetivas que as violentas e conduzem a muito maiores graus de liberdade democrática.
Um estudo de 2016 concluiu que "graus crescentes de globalização estão associados positivamente com a emergência de campanhas não violentas, e influenciam negativamente a probabilidade de campanhas violentas. A integração com o mundo aumenta a popularidade de alternativas pacíficas para se alcançar metas políticas".